# 보문사 석가불도
보문사 석가불도(普門寺 釋迦佛圖)는 대한민국 서울특별시 성북구 보문동, 보문사에 있는 조선시대의 탱화이다. 1996년 9월 30일 서울특별시의 유형문화재 제98호로 지정되었다.

## 현지 안내문
탱화는 액자나 족자 형태로 만든 불화를 이른다. 보문사 대웅전 내에 있는 이 후불탱화는 석가여래가 법화경을 설파한 영산회상의 장면을 묘사한 것으로, 가로 140㎝, 세로 180㎝ 크기이다.
비단에 채색하였고, 중앙의 석가여래상을 중심으로 아래쪽 좌우에 협시보살인 문수보살과 보현보살을 배치하였다. 석가여래의 머리 위쪽에는 관음보살과 지장보살을 왼쪽에, 그리고 10대 제자와 화불 2위를 오른쪽에 배열하였다. 화면 사방에는 4천왕상을 배열하였다.
4대 보살과 4천왕상은 모두 두광을 표현하고 붉은색을 많이 사용하였는데, 이는 이 시대 불화의 특징이다. 표현기법이 정교하고 구도에서도 좌우 대칭의 조화를 잘 이루고 있다.
보문사의 대웅전이 고종 2년(1865)에 중건되었다는 기록이 있는데, 탱화는 이로부터 2년 후에 그려 놓은 것으로 보인다.

## 참고 문헌
본 문서에는 서울특별시에서 지식공유 프로젝트를 통해 퍼블릭 도메인으로 공개한 저작물을 기초로 작성된 내용이 포함되어 있습니다.

## 참고 자료
- 보문사 석가불도 - 국가유산청 국가유산포털